# 홍언필
홍언필(洪彦弼, 1476년 ~ 1549년)은 조선 전기의 문신으로 자는 자미(子美), 호는 묵재(默齋), 시호는 문희(文僖), 본관은 남양이다. 종묘의 인종 묘정에 배향됨으로써 종묘배향공신이 되었다. 중종과는 사위, 처가, 손녀딸을 통해 삼중 겹사돈이 된다.
1504년 갑자사화(甲子士禍)에 휘말려 진도로 유배당했다가 1506년 중종반정으로 석방되어 과거에 급제, 삼사의 요직을 거쳐 1519년에는 조광조의 당여로 몰렸으나 정광필의 변호로 풀려났다. 이후 참판, 대사헌, 이조와 형조, 병조, 호조의 판서를 거쳐 경기도관찰사와 우찬성, 우의정, 좌의정을 거쳐 1544년 영의정에 이르렀고, 익성부원군이 되었다. 1548년 다시 좌의정과 영의정을 지내 두번 좌의정과 두번 영의정을 지내게 된다.

## 생애
사미시에 합격하였으나 1504년 갑자사화(甲子士禍)에 휘말려 전라도 진도로 유배당했다가 1506년 중종반정으로 풀려나와 1507년 중광문과에 을과로 급제했다. 전경, 저작, 설경, 사경, 부수찬, 정언, 검토관, 교리, 시독관과 지평, 전부, 헌납, 시강관, 응교, 장령, 부응교, 사간을 지내다가 이후 홍문관 직제학, 동부승지, 우부승지, 병조참지를 지내고 1519년 사가독서 후 우승지가 되었으나 기묘사화(己卯士禍)에 휘말려 조광조(趙光祖)의 일파로 몰려 투옥되었으나 영의정 정광필의 변호로 풀려났다. 이후 황해도관찰사와 병조참의, 도승지, 대사헌, 대사간, 동지성균관사 등을 지낸다.
이후 형조참판, 대사헌, 공조참판, 동지사, 예조참판을 두루 거친다.
1526년 형조참판으로 성절사가 되어 명나라에 다녀왔고 대사헌을 6번이나 역임하고 각 조의 판서를 거쳐 1535년 우찬성이 되었다가 김안로(金安老)의 모함으로 파직당했다. 당시 그는 대사헌, 이조판서, 형조판서, 한성부판윤, 호조판서, 병조판서, 좌참찬, 경기도관찰사를 거쳐 우찬성이 되었던 것이다.
1537년 김안로가 실각하자 호조판서로 복관되고 우의정에 올라 좌의정을 거쳐 1544년 영의정에 이르렀다. 인종이 즉위하자 유관 등과 함께 원상이 되었다가 중추부영사로 전임하고 1545년 을사사화(乙巳士禍)를 일으키는 데 앞장서 위사공신 2등에 책록되고 익성부원군에 봉해졌다.
1548년 좌의정과 영의정에 재임되고 궤장을 하사받았으며 시서화에도 모두 능하고 문집으로는 《묵재집》이 있다. 평소 몸가짐이 검소하고 사치스러운 것을 멀리하였고 집안의 법도가 엄격하여 주변의 칭송이 높았다고 전한다.

### 사후
경기도 화성군 서신면 홍법리 산 30번지에 묘가 있으며, 주변에는 홍한의 묘와 홍형, 홍담, 홍진도의 묘소 11기 및 묘비 4기, 신도비 5기가 있어서 나중에 경기도기념물 제168호로 지정되었다.

## 저서
- 《묵재집》

## 가족 관계
그는 중종과 이중으로 사돈관계를 형성한다.
- 할아버지 : 홍귀해(洪貴海)
  - 아버지 : 홍형(洪泂)
  - 어머니 : 조충손의 딸
    - 부인 : 여산 송씨. 부친•남편•아들이 영의정.[1]
      - 아들 : 홍섬(洪暹)
      - 자부 : 유홍의 딸
      - 자부 : 한자의 딸
        - 친손자 : 홍기영(洪耆英)
        - 친손녀 : 남양군부인 홍씨, 덕흥대원군의 아들 하원군 정에게 출가

    - 자부 : 측실
    - 딸 : 남양홍씨
    - 사위 : 윤진(尹珍), 파평인, 정현왕후의 조카이자 윤탕로의 아들
      - 외손자 : 윤유후

    - 부인 : 정숙은의 딸
- 장인 : 송질
  - 처남: 송지한
  - 처남댁: 의령 남씨
    - 처 조 카 : 송인, 지정 남곤의 외손자
    - 처 조카댁: 정순옹주, 중종의 서녀

## 기타
그는 중종과 겹사돈이 되는데, 사위 윤진이 중종과 내외종사촌이 된다. 윤진은 중종의 어머니 정현왕후의 오빠 윤탕로의 아들이다. 자신의 처조카댁인 정순옹주는 중종과 숙원 이씨 소생 서녀 정순옹주이다. 아들 홍섬의 딸인 손녀딸 남양군부인은 중종의 서자 덕흥대원군 이초의 장남 하원군 이정과 결혼한다.
중종은 그의 사위 윤진의 고종사촌형이면서, 처조카댁 정순옹주의 친정아버지이고, 손녀딸 남양군부인의 시할아버지가 된다. 
선조는 그의 사위 윤진의 내종질이면서 처조카댁 정순옹주의 조카이고, 손녀딸 남양군부인의 시숙이 된다.
장인 송질의 손자인 송인을 통해서 남곤과도 인척을 형성했다.

## 같이 보기
- 송질
- 남양군부인
- 홍섬
- 중종
- 윤유후